# Стршљен (филм)
Стршљен је српска филмска драма из 1998, сценариста Срђана Кољевића, Зорана Поповића и Фарука Беголија а у режији Горчина Стојановића. Главне улоге тумаче Сергеј Трифуновић, Мирјана Јоковић, Драган Јовановић, Бранимир Поповић и Љубиша Самарџић. Филм прича о љубави између Албанца и Српкиње у предвечерје рата на Косову.

## Радња
Млада Београђанка Адријана, заљубљује се у једног елегантног и привлачног странца. Заједно путују по Европи и она ужива у луксузу о каквом је раније могла само да сања. Међутим, Адријана убрзо схвата да се младић бави мутним пословима и стално мења место боравка. Његова обавеза да повремено одлази ради обављања послова о којима девојци ништа не говори, једино је што донекле квари њихову страсну љубавну везу. Она и не слути да је човек кога воли у ствари "Стршљен", плаћени убица албанске мафије, познат по својој немилосрдности и ефикасности.
У процепу између албанске мафије и полиције, он покушава да спасе њихову љубав и свој живот.
Ускоро му се на трагу нађу и албанска мафија и полиција у потрази за убицом познатим под надимком Стршљен, па ће Адријана морати изабрати између останка с човеком који се куне у своју љубав и наизглед сигурног повратка кући. Комбинација љубавне драме и напетог трилера, 'Стршљен' режисера Горчина Стојановића своју интензивну атмосферу пуну тајанствених преокрета у радњи постиже делујући прецизно и оштро, баш попут инсекта из свога наслова.

## Улоге
| Глумац               | Улога                    |
| -------------------- | ------------------------ |
| Сергеј Трифуновић    | Миљаим Миса "Стршљен"    |
| Мирјана Јоковић      | Адријана Шекуларац       |
| Драган Јовановић     | инспектор Бобан Ђорђевић |
| Љубиша Самарџић      | професор Лане Шекуларац  |
| Бранимир Поповић     | Абаз Миса                |
| Мето Јовановски      | Авдија Миса              |
| Енвер Петровци       | Салих                    |
| Мирко Влаховић       | Реџепи                   |
| Драган Петровић      | инспектор Петер Хелмер   |
| Милош Тимотијевић    | Емин                     |
| Драган Максимовић    | Азем                     |
| Милутин Мићовић      | Брка                     |
| Гордана Павлов       | Уснија                   |
| Милан Калинић        | Герд                     |
| Војин Ћетковић       | таксиста                 |
| Иван Јевтовић        | Исмет                    |
| Кристина Ковач       | Адријанина другарица     |
| Александра Ковач     | Соња                     |
| Владимир Савчић Чоби | Салихов дужник           |
| Бранко Бабовић       | Комшија                  |

## Награде
- Врњачка Бања: Трећа награда за сценарио.[4]